# Don't Worry
«Don't Worry» ("No te preocupes") es un tema perteneciente al quinto álbum de Modern Talking, Romantic Warriors, compuesto por Dieter Bohlen y que fue editado como sencillo solamente en España y Filipinas. La particularidad que tiene esta canción es que termina tras un solo de guitarra, sin repetición del coro. Esta canción logró alcanzar la posición #25 en los charts españoles.

## Sencillos
7" Single Hansa 109 436	año 1987
1. 	Don't Worry	
2. 	Blinded By Your Love
12" Single Hansa 609 436	año 1987
1. 	Don't Worry	
2. Romantic Warriors
3. 	Blinded By Your Love